# Micrepeira hoeferi
Micrepeira hoeferi är en spindelart som beskrevs av Levi 1995. Micrepeira hoeferi ingår i släktet Micrepeira och familjen hjulspindlar. Inga underarter finns listade i Catalogue of Life.